# 岩田陽葵
岩田陽葵（日语：／ Iwata Haruki，1995年4月3日—）是日本的女性演員、聲優，東京都出身。隸屬於fennec。慶應義塾大學畢業。聲優組合『𝒉𝒂𝒓𝕞𝕠𝕖』的成員。
叔父為聲優岩田光央，前叔母為同樣也是聲優的愛河里花子。

## 人物
叔叔是聲優岩田光央，姑姑是聲優AKIKO。
2020年12月10日宣布與小泉萌香組成「𝒉𝒂𝒓𝕞𝕠𝕖」組合，於2021年3月10日發行組合的首張單曲。

## 演出作品
※粗體字為主要角色。

### 電視連續劇
- 還有第11人！ 第3話（2011年11月4日，朝日電視台）
- 世界最可怕的女人們（再現連續劇）
- Switch Girl!!～變身指令～2 第1話（2012年12月7日，富士電視台TWO／2013年4月2日，富士電視台）
- 家族遊戲（2013年，富士電視台） - 飾演 愛甲廣香
- 超實話○○神秘現象!（再現連續劇）（2016年7月6日、朝日電視台） - 飾演 中川

### 電視動畫
2018年
- 少女☆歌劇Revue Starlight（露崎真晝[4]）

2020年
- Rebirth（櫻木雪、值日生）
- 突擊莉莉 BOUQUET（吉村·Thi·梅[5]）

2021年
- D4DJ First Mix（花卷乙和）
- D4DJ Petit Mix（花卷乙和）

2023年
- D4DJ All Mix（花卷乙和）
- 靠著魔法藥水在異世界活下去！（貝爾[6]）

2024年
- 卡片戰鬥!! 先導者 Divinez（西塔海琴[7]）

2025年
- 保齡球少女！（一之瀨小百合[8]）

### 網路動畫
2019年
- 少女☆寸劇 All Starlight（露崎真晝[9]）

### 遊戲
2018年
- 少女☆歌劇Revue Starlight -Re LIVE-（露崎真晝[10]）

2019年
- 刀使之巫女 刻印閃爍的燈火（露崎真晝）

2020年
- D4DJ Groovy Mix（花卷乙和）

2021年
- Assault Lily Last Bullet（吉村·Thi·梅[11]）

### 電影
- Catchball×3（2010年11月10日－12日／17日－19日，Cinemart六本木上映） - 飾演 上田幸子
- 戰鬥α蘇格拉底 Party&Party!（2014年6月15日－16日，Cinemart六本木上映） - 飾演 大原美雪
- 劇場版 零〜Zero〜（2014年9月26日，KADOKAWA）
- 聖誕老人們（2015年12月4日－10日，澀谷Euro Live上映） - 飾演 大森由紀子[12]
- Replicant Eve（2015年12月4日－9日，澀谷Euro Live上映） - 飾演 伊芙／佐伯小夜[13]
- 水波狂想曲（2017年1月20日－26日，澀谷Euro Live） - 飾演 東進衛靜

### 舞台
- 少女☆歌劇Revue Starlight -The LIVE- - 飾演 露崎真晝
  - #1（2017年9月22日－24日，AiiA 2.5 Theater Tokyo）
  - #1 revival（2018年1月6日－8日，AiiA 2.5 Theater Tokyo）
  - #2 Transition（2018年10月13日－21日，天王洲 銀河劇場）
  - #2 revival（2019年7月12日－15日，舞濱圓形劇場）
- 鏈鋸人 - 飾演 兒時電次、東山小紅[14]

### 廣播節目
- 日本放送整晚日本
- ALL NIGHT LEBE
- 岩田陽葵的陽日和[15]（JFN PARK）
  - 第1期（2019年2月4日－25日）
  - 第2期（2019年4月15日－5月6日）

### 其他
- 河合塾wings印象模特
- 跨媒體製作企劃《D4DJ》（2019年，花卷乙和[16]）

## 音樂CD

### 角色歌
| 發售日   | 商品名稱                                 | 演唱名義 | 歌曲                                             | 備註                                                              |
| 2017年   | 2017年                                   | 2017年 | 2017年                                           | 2017年                                                            |
| -------- | ---------------------------------------- | --- | ------------------------------------------------ | ----------------------------------------------------------------- |
| 9月20日  | -Star Divine-                            | Starlight九九组 | 「Star Divine」 「舞台少女心得」 「」            | 舞台《少女☆歌劇Revue Starlight -The LIVE- #1》劇中曲              |
| 9月22日  | -Fancy You-                              | 星見純那（佐藤日向）、露崎真晝（岩田陽葵）、大場奈奈（小泉萌香） | 「」                                             | 舞台《少女☆歌劇Revue Starlight -The LIVE- #1》劇中曲              |
| 2018年   |                                          | |                                                  |                                                                   |
| 3月7日   |                                          | Starlight九九组 | 「」                                             | 舞台《少女☆歌劇Revue Starlight -The LIVE- #1 revival》劇中曲      |
| 3月7日   | 「Circle of the Revue」 「」             | Starlight九九组 | 舞台《少女☆歌劇Revue Starlight》相關歌曲         |                                                                   |
| 7月18日  |                                          | Starlight九九组 | 「」                                             | 電視動畫《少女☆歌劇Revue Starlight》片頭曲                        |
| 7月18日  | 「」                                     | Starlight九九组 | 遊戲《少女☆歌劇Revue Starlight -Re LIVE-》主題曲 |                                                                   |
| 8月1日   | Fly Me to the Star                       | Starlight九九组 | 「Fly Me to the Star」                           | 電視動畫《少女☆歌劇Revue Starlight》片尾曲                        |
| 8月1日   | Fly Me to the Star                       | Starlight九九组 | 「」 「」                                        | 電視動畫《少女☆歌劇Revue Starlight》相關歌曲                      |
| 8月22日  | 少女☆歌劇Revue Starlight 劇中曲專輯Vol.1 | 露崎真晝（岩田陽葵）、愛城華戀（小山百代） | 「」                                             | 電視動畫《少女☆歌劇Revue Starlight》插入曲                        |
| 8月22日  | 少女☆歌劇Revue Starlight 劇中曲專輯Vol.1 | 露崎真晝（岩田陽葵） | 「Fly Me to the Star #5」                        | 電視動畫《少女☆歌劇Revue Starlight》片尾曲                        |
| 10月10日 | 99 ILLUSION!                             | Starlight九九组 | 「99 ILLUSION!」 「Green Dazzling Light」        | 舞台《少女☆歌劇Revue Starlight -The LIVE- #2 Transition》主題曲   |
| 10月17日 | 少女☆歌劇Revue Starlight 劇中曲專輯Vol.2 | 愛城華戀（小山百代）、星見純那（佐藤日向）、露崎真昼（岩田陽葵）、石動雙葉（生田輝）、花柳香子（伊藤彩沙）、大場奈奈（小泉萌香）、西條克勞迪恩（相羽亞衣奈）、天堂真矢（富田麻帆） | 「舞台少女心得 幕間」                            | 電視動畫《少女☆歌劇Revue Starlight》插入曲                        |
| 10月17日 | 少女☆歌劇Revue Starlight 劇中曲專輯Vol.2 | 天堂真矢（富田麻帆）、星見純那（佐藤日向）、露崎真晝（岩田陽葵）、大場奈奈（小泉萌香）、西條克勞迪恩（相羽亞衣奈）、石動雙葉（生田輝）、花柳香子（伊藤彩沙）                       | 「Fly Me to the Star #11」                       | 電視動畫《少女☆歌劇Revue Starlight》片尾曲                        |
| 10月24日 | 少女☆歌劇 Revue Starlight BD第1卷特典CD  | Starlight九九組 | 「My friend 〜Arrie〜」                          | 電視動畫《少女☆歌劇Revue Starlight》相關歌曲                      |
| 12月26日 | 少女☆歌劇 Revue Starlight BD第2卷特典CD  | Starlight九九組 | 「You are a ghost, I am a ghost 〜〜」           | 電視動畫《少女☆歌劇Revue Starlight》相關歌曲                      |
| 2019年   |                                          | |                                                  |                                                                   |
| 1月9日   |                                          | Starlight九九組 | 「」 「」                                        | 電視動畫《少女☆歌劇Revue Starlight》相關歌曲                      |
| 2月27日  | 少女☆歌劇 Revue Starlight BD第3卷特典CD  | Starlight九九組 | 「 〜CIRCUS!〜」                                 | 電視動畫《少女☆歌劇Revue Starlight》相關歌曲                      |
| 4月17日  |                                          | Starlight九九組 | 「」 「Bright!Light!」                           | 舞台《少女☆歌劇Revue Starlight -The LIVE- #2 Transition》相關歌曲 |
| 4月17日  | 華戀&光&真晝ver.                         | 愛城華戀（小山百代）、神樂光（三森鈴子）、露崎真晝（岩田陽葵） | 「」                                             | 舞台《少女☆歌劇Revue Starlight -The LIVE- #2 Transition》相關歌曲 |
| 8月7日   | Star Diamond                             | Starlight九九組 | 「Star Diamond」                                 | 電視動畫《少女☆歌劇Revue Starlight》相關歌曲                      |
| 8月7日   | Star Diamond                             | Starlight九九組 | 「舞台少女體操」                                 | 網路動畫《少女☆寸劇 All Starlight》主題曲                         |

### 𝒉𝒂𝒓𝕞𝕠𝕖
| 發售日  | 商品名稱 | 演唱名義 | 歌曲                                 | 備註   |
| 2021年  | 2021年   | 2021年   | 2021年                               | 2021年 |
| ------- | -------- | -------- | ------------------------------------ | ------ |
| 3月10日 |          | 𝒉𝒂𝒓𝕞𝕠𝕖   | 「」」 「Wonder girl」 「」          | 𝒉𝒂𝒓𝕞𝕠𝕖 |
| 8月18日 |          | 𝒉𝒂𝒓𝕞𝕠𝕖   | 「」」 「Make a pearl」 「passport」 | 𝒉𝒂𝒓𝕞𝕠𝕖 |

### 组合成员
1. 1 2 3 4 5 6  爱城华恋（小山百代）、神乐光（三森铃子）、天堂真矢（富田麻帆）、星见纯那（佐藤日向）、露崎真昼（岩田阳葵）、大场奈奈（小泉萌香）、克洛迪娜（相羽亚衣奈）、石动双叶（生田辉）、花柳香子（伊藤彩沙）

## 外部連結
- 陽葵 事務所官方簡歷（日語）
- 陽日和。（岩田陽葵官方BLOG） （页面存档备份，存于）（日語）
- 岩田陽葵的X（前Twitter）（日語）